# Quartet de Catroc

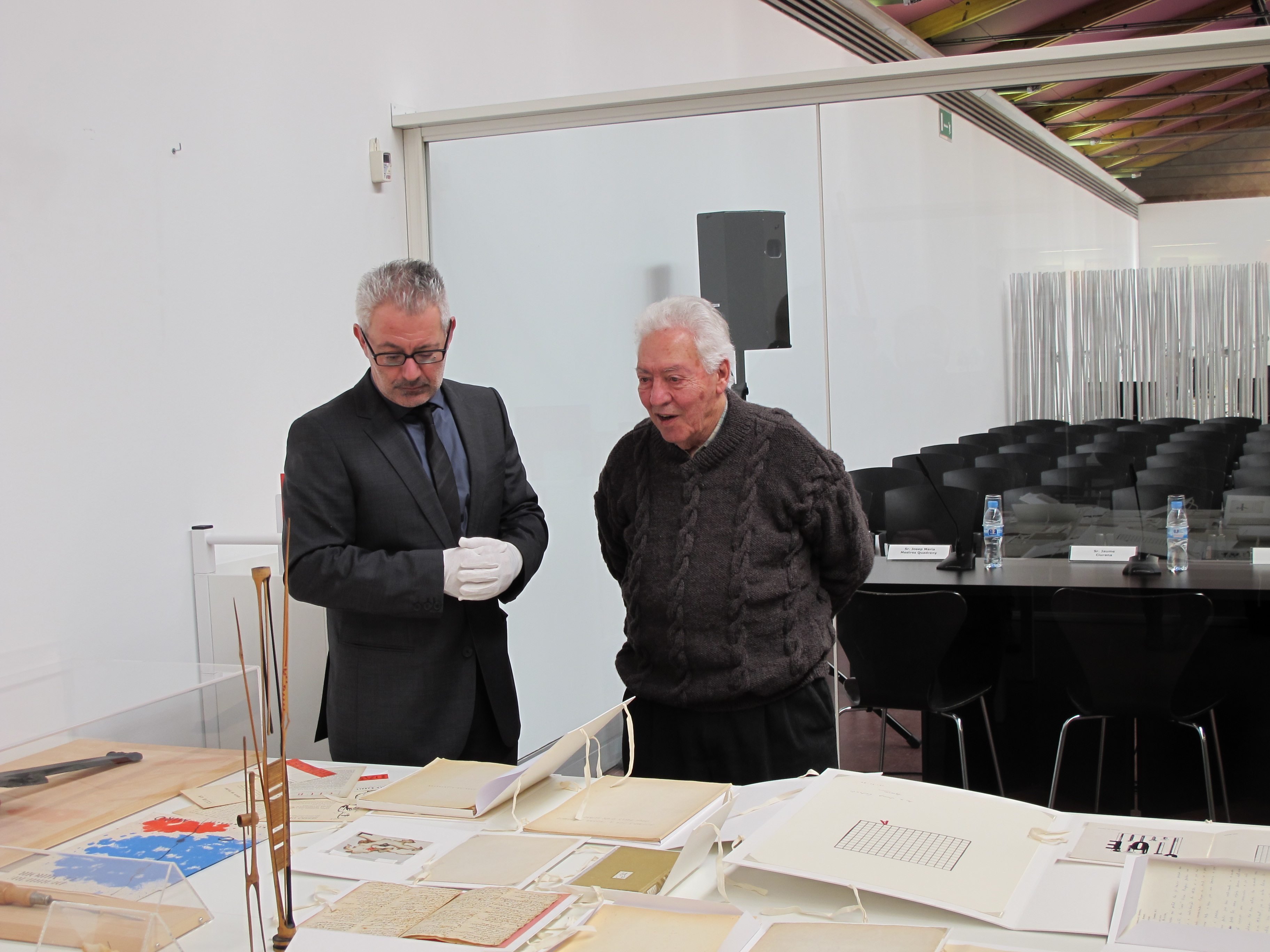
Josep Maria Mestres Quadreny amb Bartomeu Marí al MACBA

El Quartet de Catroc és una obra que va ser composta l'any 1962 per Josep M. Mestres Quadreny. Va ser escrita per a quartet de corda clàssic (dos violins, viola i violoncel) i el compositor hi fa evidents molts dels trets basats en la probabilitat i l'atzar i que continuà desenvolupant en els seus treballs més contemporanis.
Quan J. M. Mestres Quadreny compongué el quartet, es limità a organitzar la matèria sonora (el resultat global sonor) mitjançant la definició d'un conjunt de patrons que articularien l'esquema generatiu de l'obra.(Pérez i Bofill, 2002:48). Sorgeix a partir de l'obra el què el compositor anomena una partitura generativa(Mestres, 2013: 6.30’) i que defineix Xavier Fàbregas de la següent manera:
“[En una partitura generativa] es parteix d'uns mínims i d'unes regles de joc que permeten el desenvolupament automàtic i gairebé indefinit [de l'obra]”(Fàbregas, 1994:65).
Així, un sistema de música generativa és aquell que permet crear estructures força grans i complexes seguint unes regles del joc senzilles. 

## Context de l'obra
Joan Brossa va triar el títol de l'obra (Quartet de catroc) i va ser dedicada al doctor Albiols; ambdós molt amics del compositor i amants dels nous moviments de manifestació artística que sorgien a l'època(Mestres, 2013: 0.34’)
La idea de la creació del quartet és poc definida, però podria ser conseqüència d'uns treballs que havia desenvolupat el compositor anys endarrere i en els quals havia compost variacions d'una obra escrita basades en un sistema geomètric i superposant petites cèl·lules i motius(Mestres, 2013: 2.13’). El compositor va considerar que podia ser interessant aplicar-ho a la música, ja que volia aconseguir la superposició de diversos paràmetres (velocitat i dinàmiques); d'aquesta manera els músics haurien de poder tocar a diferents velocitats i dinàmiques de manera simultània, trets que són escollits a l'atzar pels músics. S'obté així un resultat sonor ben ric i textures sonores molt variades.

## Estructura formal
L'obra està immersa una complexitat sonora que per altra banda està molt ben definida per la seva clara estructura; ben visual a la partitura(Pérez i Bofill, 2002:49).
El Quartet de catroc es una partitura que consta de tres moviments escrits en un total de 4 fulls; un per cada músic. Les partitures dels músics són molt semblants, i entre elles només es diferencien en les notes escrites i els espais de pausa que han d'esperar entre la interpretació d'un mateix moviment amb les variacions de tempo i dinàmiques corresponents. El nombre de segons o pauses escrites dins de cada casella van ser establertes utilitzant mètodes probabilístics que afectaran al resultat sonor, el qual sempre serà diferent(Mestres, 2013: 2’).

### Les pautes per a la seva interpretació
L'obra completa consta de tres cercles concèntrics; cadascun dels quals és un moviment i s'interpreten l'un darrere l'altre. També hi ha un conjunt de cercles externs; dins dels quals s'hi indica un tempo i dinàmica que el músic haurà de seguir. No es podrà passar al següent moviment fins que no s'hagi donat la volta completa al cercle.
Al moment d'interpretar-ho, cada músic haurà d'escollir el cercle extern que vulgui, amb indicacions de la dinàmica i metronòmica concretes amb les quals haurà d'interpretar el fragment (I), intervenint aquí el concepte de l'atzar explicat anteriorment i que afectarà el resultat de l'obra. Quan acabi, haurà de comptar els segons de pausa que s'especifiquen i tornarà a interpretar el mateix fragment, però aquesta volta amb les dinàmiques i tempo del següent cercle extern [cal indicar que el gir és en sentit horari]. Seguint el mateix procediment i esperant el nombre de segons especificats en les pauses entre dues interpretacions consecutives del mateix fragment, s'arribarà al punt d'inici. Arribats en aquest punt, caldrà passar al cercle central i seguint les pauses especificades (que hauran variat respecte del primer moviment) s'interpretarà també 8 vegades; les necessàries per arribar al punt inicial. Finalment ja es podrà passar al cercle més intern i interpretar el tercer dels moviment. Aquest procediment l'hauran de seguir tots els músics de manera simultània(Mestres, 2013: 5.20’).
A la part dreta de la partitura hi apareixen tres fragments d'un sol sistema i que corresponen als tres moviments de l'obra, que cal interpretar seguint cada cercle concèntric; el primer amb el cercle exterior, el segon amb el central i el tercer amb l'interior(Mestres, 2013: 3.45’). L'obra està calculada perquè els quatre intèrprets acabin alhora.

## Característiques dels moviments de l'obra
En el primer moviment se senten quatre acords (un per cada instrument del quartet de corda) i apareixen variacions rítmiques sobre les mateixes notes. En el segon moviment cada instrument dibuixa motius d'una breu melodia, és una fusió del primer i del tercer moviment (hi ha les mateixes notes que en el tercer moviment i els ritmes ornamentats del primer moviment). En el darrer moviment hi són escrites les notes; sense especificar el ritme. S'interpreta en pizzicatto de la següent manera; si les notes estan més a prop es toquen més juntes; i si estan més allunyades es toquen més separades(Mestres, 2013: 4.45’) i(Pérez i Bofill, 2002:49).
Un moviment s'interpretarà vuit vegades de manera diferent, amb dinàmiques i velocitats diferents; fet que proporciona un resultat força allunyat del que pot semblar repetitiu.

## Primeres interpretacions i publicació
El Quartet va ser estrenat el 20 d'octubre de 1965 pel “Quatour Parrenin”, que era un quartet de corda francès molt conegut a l'època. Posteriorment també va ser interpretada per altres quartets, tant de l'Estat com internacionals. En destaca la versió que en va fer el Quartet Brossa anys després i que fou enregistrada el 2014 al CD Mestres Quadreny: Música per a quartet de corda.
El quartet va ser publicat per l'editorial alemanya Moeck l'any 1969 i la partitura també va ser exposada en una exhibició organitzada per John Cage en la qual es mostraven obres escrites de maneres poc convencionals. Més tard, va ser recopilada al llibre Notations de John Cage(Mestres, 2013:8.15’).

### Acollida de la crítica
L'acceptació d'un nou llenguatge sempre es fa difícil pels oients i per la societat del moment; és un fet que s'ha accentuat amb els corrents d'expressió artística més contemporània. El Quartet de catroc i el seu llenguatge basat en l'atzar i probabilitat no en van ser una excepció; a continuació es presenten algunes crítiques de l'obra.
- Valoració anterior a l'estrena del Quartet de catroc del diari La estafeta literaria

"[el Quartet de catroc] no plantea problemas de ensayos, pues cada instrumentista toca independientemente de los demás, y conviene, para que la obra cobre su plenitud de concepto, que el tempo inicial sea escogido por cada músico, al azar, en el momento de comenzar la audición”(Mestres, 1963:6)
- Valoració del Quartet de catroc a La Vanguardia poc després de l'estrena del quartet

“... el Cuarteto Parrenin celebró en la Iglesia de Santa Águeda y para el “Club 49” un tercer recital dedicado a la música de vanguardia incluyendo en el programa cuatro obras en primera audición de diferentes autores, todas ellas de creación reciente. El común denominador de estas partituras parece ser la desesperada búsqueda de un lenguaje sonoro radicalmente opuesto al empleado hasta el último periodo serial. La nomenclatura de este peripatético idioma está basado en tres factores: el “trémolo”, el “glissando” y el “pizzicato” violento, con algún efecto rítmico a base de percutir con la mano las cajas de los instrumentos. La aportación de los cuatro compositores a esta tendencia (una vez admitida) resulta variablemente interesante. [....] En el “Quartet de catroc” de Mestres Quadreny se valora tanto el microsonido como un curioso suspense logrado con los prolongados silencios que se interfieren repetidamente entre los brevísimos efectos instrumentales”
En aquests comentaris es manifesta tant l'escepticisme que genera l'obra com la incomprensió d'un llenguatge que semblava allunyat de la dels oients i de la crítica, com es desprèn als comentaris destacats en negreta. Aquest llenguatge anys després va començar a ser acceptat; fet manifest en la següent valoració de Xavier Monsalvatge:
- Valoració del Quartet de catroc a La Vanguardia el 1968, anys després de la seva estrena

"[parlant de Mestres Quadreny com a compositor oficial del Club 49] es muy lógico que sea así porque el autor de las obras que en forma de pequeña antología fueron escuchadas ahora, sigue situado en la primera vanguardia de la creación musical. Y se mantiene firme en ella, tanto con las pinturas como su “Tramesa a Tàpies” o “Quartet de Catroc”.

## Transcendència de l'obra
El Quartet de Catroc, tot i jugar sempre amb els mateixos elements, és un tipus de composició que s'allunya de la música repetitiva (Mestres, 2013:7.13’); no és música que soni igual. És una obra que sempre produeix interpretacions diferents; talment una partitura generativa. Tot i això, té una sonoritat molt característica, una textura interna i aquest component de joc amb l'atzar que fa que cada vegada que l'escoltem sigui únic però que al mateix temps permet identificar l'obra sempre que és interpretada.
El Quartet de catroc suposà el naixement de la partitura gràfica i la definició d'un nou llenguatge propi, el de J. M. Mestres Quadreny; que s'esforçà per crear noves regles i defugir les ja existents: un pas de gegant en la renovació de la música contemporània del país. 